# Гаральд Геффдінг
Гаральд Геффдінг (Harald Høffding) (11 березня 1843 Копенгаген — 2 липня 1931) — данський філософ.

## Життєпис
У 1883 році — професор Копенгагенського університету. У ранній творчості зазнав впливу Серена К'єркегора, пізніше перейшов на позиції позитивізму, поєднаного з методологією практичної психології і критичної школи. Фізик Нільс Бор вивчав філософію у Геффдінга і в подальшому їх стали пов'язувати дружні стосунки. У своїй творчості поставив питання — чи можуть перцептивні процеси бути зведені до простого асоціювання того, що сприймається, з тим, що вже сприймалося колись і знаходиться в пам'яті.

## Твори
- Очерки психологии, основанной на опыте, М. 1896;
- О принципах этики, Одесса, 1898;
- Психологические основы логических суждений, М., 1908;
- Философия религии, 2 изд., СПБ, 1912; Философские проблемы, М., 1905.